# Albibarbefferia vertebrata
Albibarbefferia vertebrata là một loài ruồi trong họ Asilidae. Albibarbefferia vertebrata được Bromley miêu tả năm 1940. Loài này phân bố ở vùng Tân Bắc giới.